# 卢万河畔丰特奈
卢万河畔丰特奈（法語：Fontenay-sur-Loing，法語發音：[fɔ̃tnɛ syʁ lwɛ̃]）是法国卢瓦雷省的一个市镇，位于该省东北部，属于蒙塔日区。

## 地理
卢万河畔丰特奈（48°6'15"N, 2°46'27"E）面积9.73 平方千米，位于法国中央-卢瓦尔河谷大区卢瓦雷省，该省份为法国中北部省份，北起埃松省，西北接厄尔-卢瓦省，西南接卢瓦-谢尔省，南至涅夫勒省和谢尔省，东临约讷省，东北接塞纳-马恩省。
与卢万河畔丰特奈接壤的市镇（或旧市镇、城区）包括：多尔迪沃、瑟普瓦、加蒂奈地区费里耶尔、日罗勒、纳尔日、波库尔。

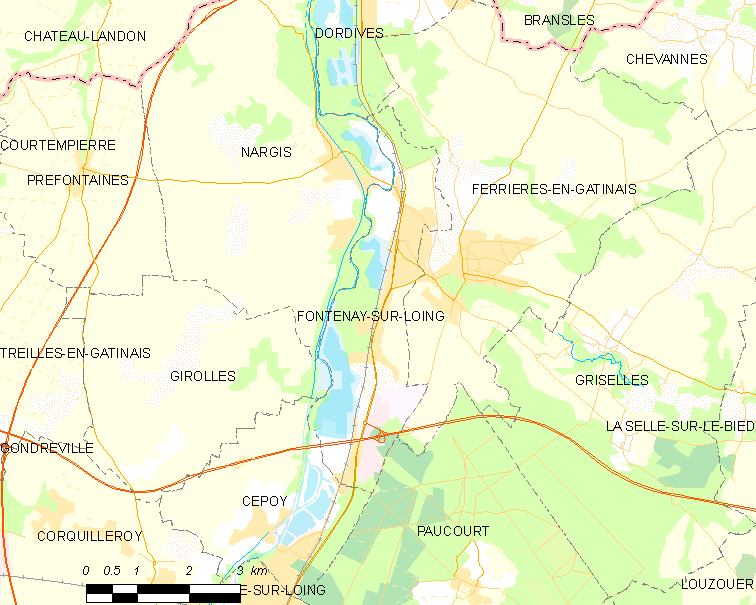
卢万河畔丰特奈的OSM定位图

卢万河畔丰特奈的时区为UTC+01:00、UTC+02:00（夏令时）。

## 行政
卢万河畔丰特奈的邮政编码为45210，INSEE市镇编码为45148。

## 政治
卢万河畔丰特奈所属的省级选区为库特奈县。

## 人口

1962-2008年间卢万河畔丰特奈人口变化图示

卢万河畔丰特奈于2022年1月1日时的人口数量为1677人。